# Dietersdorf (Windischeschenbach)
Dietersdorf (bairisch: Däitasdorf) ist ein Dorf im Regierungsbezirk Oberpfalz mit 143 Einwohnern (Stand 06/2022). Es gehört zur Stadt Windischeschenbach im Landkreis Neustadt an der Waldnaab und liegt auf einer Höhe von 510 m über NN.
Die erste Erwähnung des Dorfes geht auf das Jahr 1163 zurück. Zu dieser Zeit hieß der Ort noch „Diezmannshofen“.
Im Jahre 1857 schied der Ort aus dem Landkreis Tirschenreuth aus und wurde dem Landkreis Neustadt an der Waldnaab zugeteilt. Bis 1946 war Dietersdorf eine Gemeinde, welche anschließend dem Ort Neuhaus zugeschlagen wurde. Durch die Gebietsreform 1972 kam es zusammen mit dem Gemeindeteil Neuhaus zur Stadt Windischeschenbach.

## Kultur und Sehenswürdigkeiten
- Das ehemalige Schloss ist ein um 1850 errichteter zweigeschossiger traufständiger Steildachbau. Er hat Granit-Fensterrahmungen und Treppengiebel. Unter der Nummer D-3-74-168-30 ist das Gebäude als Denkmalschutzobjekt in der Liste des Bayerischen Landesamtes für Denkmalpflege eingetragen.[2]
- Die St.-Nikolaus-Kirche mit Grundsteinlegung am Ostermontag 1960. Die Einweihung durch Domkapitular August Kuffner aus Regensburg erfolgte am 16. Juli 1961.
- Das Kriegerdenkmal im Ortskern
- In Dietersdorf befindet sich ein Schleppgelände für Drachen- und Gleitschirmflieger des Fensterbachtaler Deltaclub e. V.[3]

## Vereine
- Freiwillige Feuerwehr Dietersdorf